# Juma He (Antarktika)
Koordinaten: 62° 13′ S, 58° 58′ W
Juma He (chinesisch 拒马河) ist ein saisonaler, durch Schmelzwasser gespeister Bach auf der Fildes-Halbinsel von King George Island im Archipel der Südlichen Shetlandinseln. Er fließt aus dem Seengebiet westlich der Große-Mauer-Station in östlicher Richtung zur Hydrographers Cove.
Kun Guo, Leiter der ersten chinesischen Antarktisexpedition, benannte ihn 1985.